# Dmitrij Bieriestow
Dmitrij Władimirowicz Bieriestow (ros. Дмитрий Владимирович Берестов, ur. 13 czerwca 1980 w Moskwie) – rosyjski sztangista. Złoty medalista olimpijski z Aten. 
Zawody w 2004 były jego jedynymi igrzyskami olimpijskimi. Po złoto sięgnął w wadze do 105 kilogramów. Na mistrzostwach Europy wywalczył srebrny medal w 2004 i złoto w 2008.